# Włodzimierz Kłopocki
Włodzimierz Kłopocki (ur. 2 marca 1934 w Herbach, zm. 24 stycznia 2011 w Poznaniu) – polski aktor filmowy i teatralny.

## Życiorys
Był synem Jakuba Kłopockiego, powstańca wielkopolskiego i uczestnika wojny w 1920 roku oraz stryjecznym bratem Janiny Kłopockiej, autorki znaku Rodło i działaczki Związku Polaków w Niemczech.
W 1953 roku będąc studentem drugiego roku Wydziału Chemii Uniwersytetu Wrocławskiego, postanowił przerwać studia i zdać egzamin do PWSFTviT w Łodzi, aby podobnie jak jego starsze rodzeństwo Zbigniew i Danuta zostać aktorem. W 1960 roku ukończył studia w PWSFTviT.
Był związany z Bałtyckim Teatrem Dramatycznym im. Juliusza Słowackiego w Koszalinie, Teatrem Dramatycznym im. Aleksandra Węgierki w Białymstoku i Teatrem Polskim w Poznaniu. W 1974 roku na XIV Kaliskich Spotkaniach Teatralnych otrzymał Nagrodę II Stopnia za rolę Oskara w Opowieściach Lasku Wiedeńskiego Odona von Horvatha.
W 1991 roku był współtwórcą i pierwszym redaktorem naczelnym "Tygodnika Swarzędzkiego". W 2004 roku założył firmę producencką Dragon Film, która zajmuje się produkcją filmów dokumentalnych i spektakli teatralnych. Jest ojcem Maurycego Kłopockiego reżysera i producenta filmów dokumentalnych. 
Pochowany 31 stycznia 2011 roku na cmentarzu Miłostowo. 

## Odznaczenia
- Złoty Krzyż Zasługi
- Odznaka Zasłużony Działacz Kultury (1975)
- Odznaka Zasłużony dla Województwa Poznańskiego
- Odznaka Zasłużony dla Miasta Poznania

## Wybrana filmografia
- 1974: Gąszcz
- 1974: Godiwa – spektakl Teatru Telewizji
- 1979: Prawdomówny kłamca – spektakl Teatru Telewizji
- 1982: Zmartwychwstanie Jana Wióro
- 1984: Pan na Żuławach – Pleszkun
- 1986: Złoty pociąg
- 1991: Pogranicze w ogniu